# Eishockey in Berlin
Berlin gilt als die Geburtsstadt des deutschen Eishockeys: Hier wurde nicht nur 1888 der Deutsche Nationale Eislauf-Verband (danach mehrere Umbenennungen, von 1949 bis zur Auflösung 2006 Deutscher Eissport-Verband, kurz DEV) als erster Eissportverband in Deutschland gegründet, sondern am 4. Februar 1897 auch das erste offizielle Eishockeyspiel in Deutschland auf dem Halensee durchgeführt. Der Akademische Sportklub siegte nach 2 × 20 Minuten über ein Studententeam.

## Geschichte
| Princes Ice Hockey Club     |
| Club des Patineurs de Paris |
| Berliner Schlittschuhclub   |
| Berliner Hockey-Club        |
| SC Charlottenburg           |

### Die Anfänge (bis 1908)
Erste Erwähnungen des Berliner Eissports gab es ab dem Jahr 1865. Zu den ersten Vereinen, die vorwiegend Kunst- und Schnelllauf betrieben gehörten der Berliner Schlittschuhclub (BSchC), der Berliner Eislauf-Verein 1886 und der Eislauf-Verein Berlin. Bevor Eishockey nach kanadischen Regeln mit dem Puck gespielt wurde, war der Bandysport sehr populär, was sich in der Existenz zahlreicher Vereine widerspiegelte. Als Pioniere gelten hier Kurt Doerry und Andrew Pitcairn-Knowles, die Mitte der 1890er Jahre auf der Eisfläche des Berliner Halensees trainierten und weitere Mitspieler um sich scharten. Das erste in Deutschland ausgetragene Eishockeyspiel wurde am 4. Februar 1897 auf dem Halensee zwischen dem Akademischen Sportclub Berlin und einem gemischten Berliner Team ausgetragen. Das Spiel, das noch stark dem Bandy ähnelte, gewann der ASC mit 11:4.
Zu den ersten Begegnungen mit internationaler Beteiligung kam es im Jahr 1899, als eine englische Mannschaft in Berlin gastierte und im Sportpark Friedenau „Eishockey-Matches“ gegen Berliner Mannschaften bestritt. Hierbei dürfte es sich um die Mannschaft des Bury Fen Bandy Club (BFBC) aus dem englischen Bluntisham in Cambridgeshire gehandelt haben. Der BFBC gehörte seinerzeit zu den führenden Bandy-Mannschaften in Europa und absolvierte ab den frühen 1890er Jahren regelmäßig Freundschaftsspiele auf dem europäischen Festland, so in den Niederlanden, Norwegen, Schweden, Dänemark und Deutschland. In der Vereinschronik des BFBC ist die Gastspielreise nach Berlin im Jahr 1899 verzeichnet. Auf zwei zeitgenössischen Fotos sind Szenen aus den Spielen des BFBC im Sportpark Friedenau festgehalten, zu erkennen u. a. an der Werbung „Brennabor Räder“ im Hintergrund. Während des Aufenthalts in Berlin spielten die Engländer am 5. Februar 1899 gegen eine mit in Berlin lebenden Ausländern besetzte Mannschaft und gewannen mit 5:3. Am 6. Februar 1899 trat eine gemischte Berliner Mannschaft gegen die Engländer an und kam zu einem 3:1-Erfolg. Für die Berliner Mannschaft spielten E. Schricker (Tor), Belknap, Dering (Verteidigung, „Full Backs“), I. Schricker, Westendarp (Mittelfeld, „Half-Backs“) sowie Toklas, Pitcairn-Knowles und Fullerton-Carnegie (Sturm). Im Spiel am 7. Februar 1899 trat der Akademische Sportclub gegen das englische Team an und unterlag mit 1:6. Für den 8. Februar 1899 wurde schließlich noch das Spiel zwischen dem englischen Team und The Anglo-American Club angesetzt.
Bereits um 1900 wurden unter Beteiligung des BSchC und weiteren Mannschaften ein Eishockeyspielbetrieb organisiert und die Berliner Stadtmeisterschaften ausgetragen. Pionier des organisierten Eissports und Eishockeys in Berlin war Hermann Kleeberg, der maßgeblichen Anteil an der Gründung des BSchC hatte. Nachdem am 31. August 1908 der Berliner Eispalast in der Martin-Luther-Straße in Schöneberg eröffnet wurde, ließ sich Kleeberg vertraglich Eiszeiten für „seinen“ Verein zusichern, die fortan in den Bereichen Eiskunstlauf und Eishockey eine Trainingsstätte besaßen. Mangels Spielgegner war es der Eishockeysparte jedoch nicht möglich, einen regelmäßigen Spielbetrieb aufrechtzuerhalten, da der Großteil der Vereine zu dieser Zeit dem Bandy folgten. Lediglich europäische Metropolen wie Paris, London oder Brüssel verfügten über die Infrastruktur einer Kunsteisfläche, die dem kanadischen Eishockey zugutekam.
Kurze Zeit nach der Inbetriebnahme des Eispalastes organisierte Kleeberg ein internationales Turnier, das heute als die Geburtsstunde des Eishockeys in Deutschland gilt. Am 2. November 1908 standen sich im Rahmen dieses Turniers der Berliner Schlittschuhclub und der Charlottenburger SC im Eispalast gegenüber, der BSchC gewann das Spiel mit 13:0.

### Die ersten Berliner Meisterschaften (1909–1914)
| Berliner Meister 1910–1914 | Berliner Meister 1910–1914 |
| -------------------------- | -------------------------- |
| 1910                       | Berliner Schlittschuhclub  |
| 1911                       | BFC Preussen               |
| 1912                       | BFC Preussen               |
| 1913                       | keine Meisterschaft        |
| 1914                       | Berliner Schlittschuhclub  |

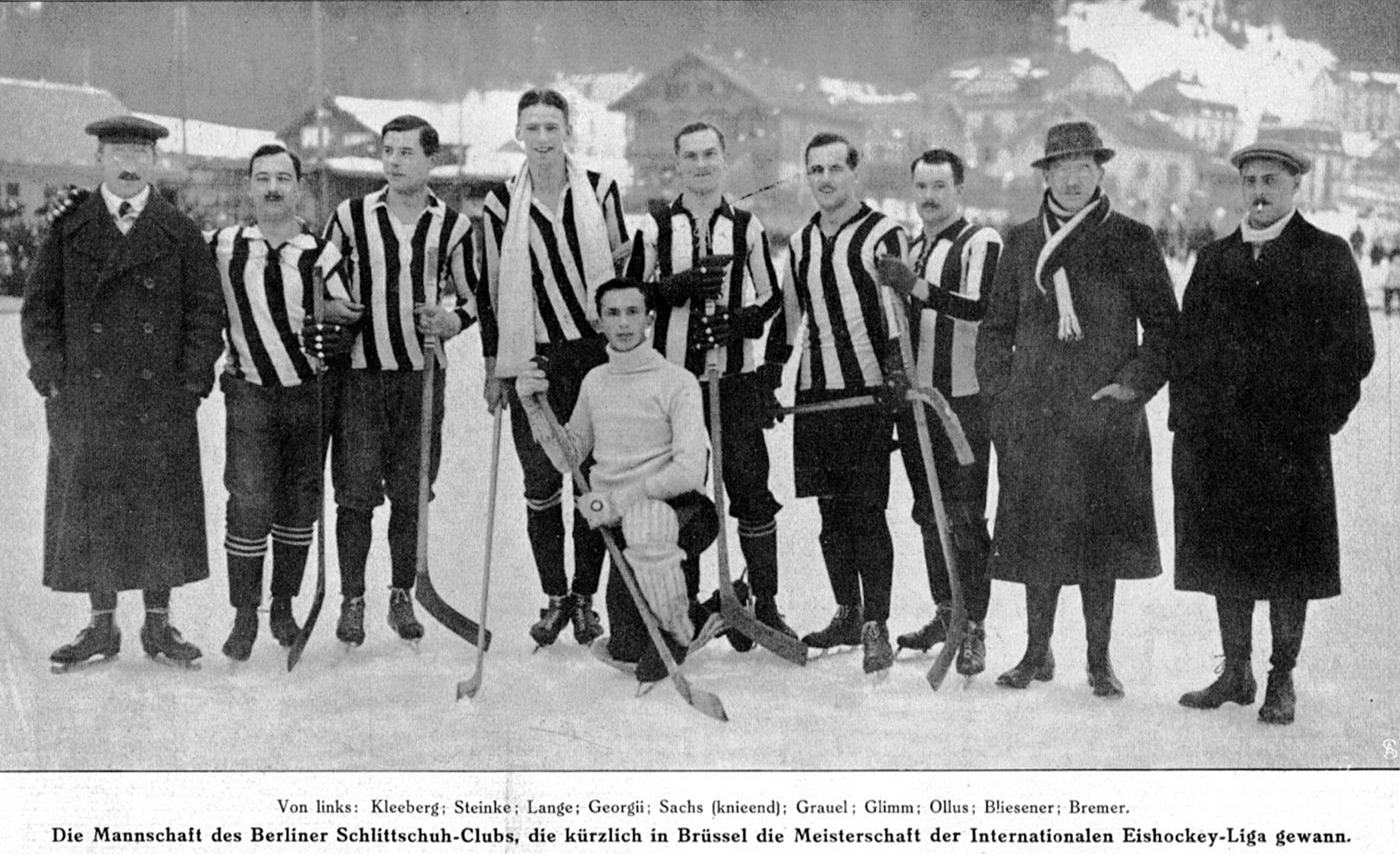
Eishockeymannschaft des Berliner Schlittschuhclubs, 1912

Im Jahr 1909 gründete sich der sogenannte „Berliner Eishockey-Bezirk“, der die ersten Berliner Meisterschaften austrug und aus dem sich der Berliner Schlittschuhclub zu einer der führenden Mannschaften in Europa vor Ausbruch des Ersten Weltkriegs entwickelte. Durch Gastspielreisen trugen der Berliner Schlittschuhclub, aber auch andere Berliner Vereine, zur Verbreitung des Eishockeys in weiteren deutschen Großstädten und Wintersportregionen bei. So hatten sie beispielsweise einen entscheidenden Einfluss auf die Entwicklung des Eishockeysports im Harz.
Während des Ersten Weltkriegs verließen einige Spieler den Berliner Schlittschuhclub, einerseits auf Grund der Rekrutierung in die Armee, andererseits gingen ausländische Spieler in das politische Exil. 1913 erfuhr der Eispalast seinen finanziellen Ruin und musste den Betrieb vorerst einstellen. Ausweichspielstätte war der Admiralspalast, der trotz Verbots – laut Anweisungen des Deutschen Eislauf-Verbandes durften im Krieg keine sportlichen Veranstaltungen stattfinden – als Trainingsstätte diente.
Es finden sich daher nur wenige Hinweise auf das Eishockey in Berlin während des Ersten Weltkriegs. Der Berliner Schlittschuhclub, bei dem Ende 1914 mehr als 100 seiner Mitglieder im Krieg eingesetzt waren, förderte auch im ersten Kriegswinter den Eissport (Kunstlaufen, Schnelllaufen und Eishockey) und warb um Neuanmeldungen. Im Januar 1915 fand im Eispalast ein Spiel zwischen der Mannschaft des Berliner Schlittschuhclubs und einer kombinierten Berliner Mannschaft statt, das letztere mit 7:3 gewann. Kurz darauf, im März 1915, wurde der Betrieb des Berliner Eispalastes vollständig eingestellt. Die Berliner Eispalast A. G., die schon seit einigen Jahren mit finanziellen Schwierigkeiten zu kämpfen hatte, verpachtete die Anlage an die Stadt Berlin, die sie als Kühlraum zur Konservierung von Fleischvorräten nutzte. Im Oktober 1917 warb der Admiralspalast per Anzeige für die Veranstaltung „Eishockey bekannter Amateure“ in der Eisarena des Admiralspalastes. Im Dezember 1917 fand eine Wohltätigkeitsveranstaltung im Admiralspalast zugunsten der der Reichsmarinestiftung angegliederten Ehren-Beihilfe für die Marine statt, die vom Berliner Schlittschuhclub veranstaltet wurde. Zum Schluss der Veranstaltung fand ein „lebhaft begeisterndes Eishockey-Wettspiel statt, dessen zwei gegenüberstehende Mannschaften über tüchtige Kräfte am Tor, wie als Verteidiger und Stürmer verfügten“.

### Das Berliner Eishockey zwischen den Weltkriegen (1918–1939)
| Berliner Meister 1921–1938 | Berliner Meister 1921–1938 |
| -------------------------- | -------------------------- |
| 1921                       | Berliner Schlittschuhclub  |
| 1922                       | Berliner Schlittschuhclub  |
| 1923–1926                  | unbekannt                  |
| 1927                       | SC Charlottenburg          |
| 1928                       | Berliner Schlittschuhclub  |
| 1929                       | SC Brandenburg             |
| 1930                       | Berliner Schlittschuhclub  |
| 1931                       | keiner                     |
| 1932                       | Berliner Schlittschuhclub  |
| 1933                       | Berliner Schlittschuhclub  |
| 1934                       | Berliner Schlittschuhclub  |
| 1935                       | Berliner Schlittschuhclub  |
| 1936                       | Zehlendorfer Wespen        |
| 1937                       | Berliner Schlittschuhclub  |
| 1938                       | Berliner Schlittschuhclub  |

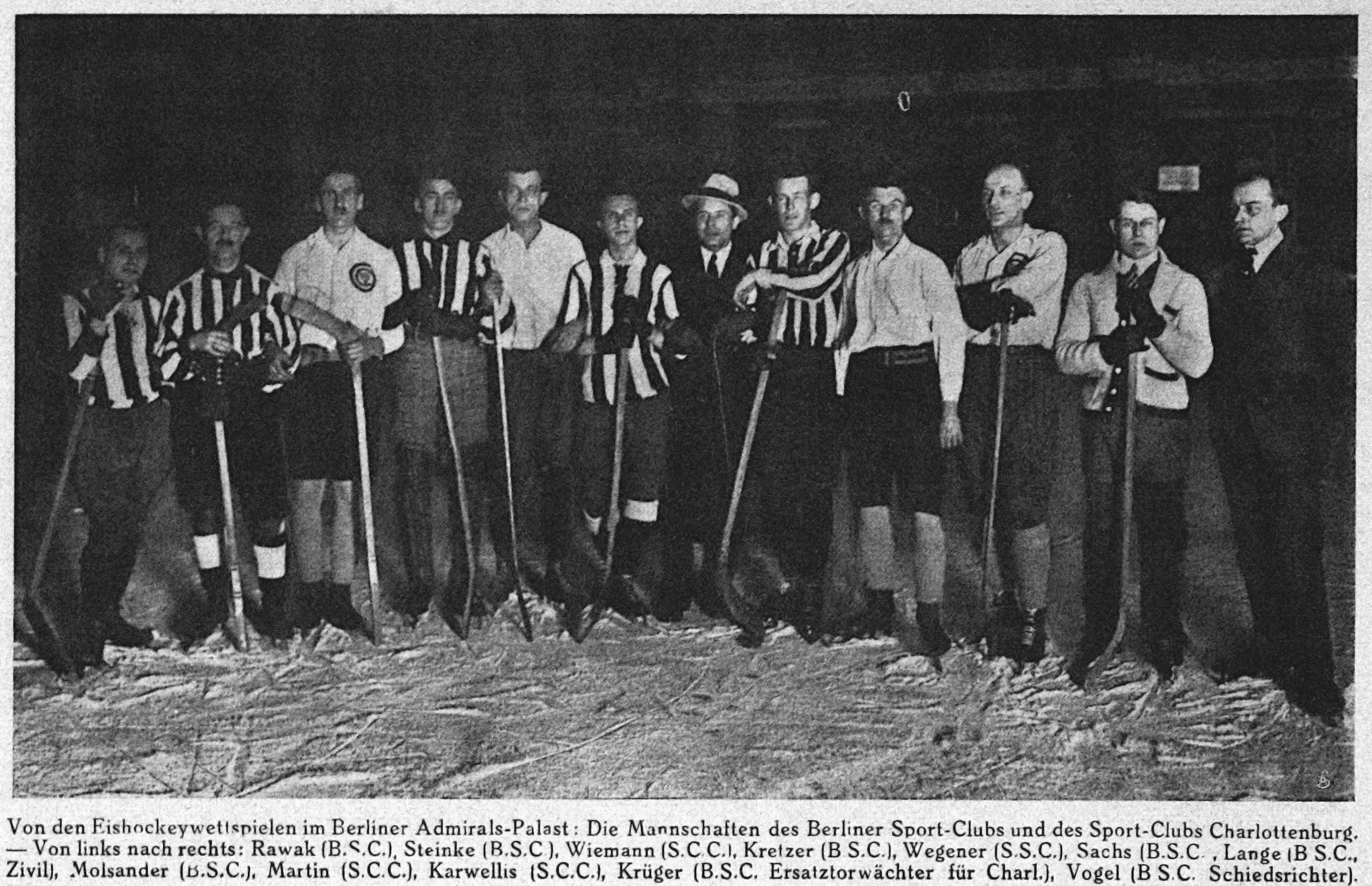
Mannschaften des Berliner Schlittschuhclubs und des Charlottenburger Sport-Clubs aus der Saison 1918/19

Im Admiralspalast fand das erste Spiel nach dem Krieg am 27. Dezember 1918 statt. Der BSchC trat in dieser Partie gegen den BFC Preussen an und gewann das Spiel mit 5:1. Die Ausmaße der Eisfläche im Admiralspalast waren jedoch so klein, dass sich statt der üblichen sieben Spieler pro Mannschaft nur fünf gegenüberstehen konnten. Ab der Saison 1918/19 fanden wieder regelmäßige Partien statt und so konnte der BSchC bei den Deutschen Meisterschaften 1920 in München erneut erfolgreich vom Eis gehen.
Mit dem Erwerb des Grundstücks an der Thüringerallee in der Nähe des damaligen Reichskanzlerplatzes wurde 1920 neben einer Tennisanlage eine Eisbahn geschaffen, die den Spielbetrieb aufrechterhielt und deutschlandweit Beachtung fand. Trotz der folgenden Inflation aufgrund der Weltwirtschaftskrise konnte der BSchC schuldenfrei gehalten werden und mit dem Umbau des Admiralspalastes gab es auch eine weitere Spielstätte. Dank der Beziehungen Hartmanns zu den europäischen Eishockeyvereinen gestattete es der Deutsche Eislauf-Verband, zu diesen Zeiten namhaften Ausländern im Team des Schlittschuhclubs für die deutsche Meisterschaft aufzulaufen. Als spielerische Symbolfigur dieser Ära ging Gustav Jaenecke hervor, der mit seinen Leistungen das Berliner Publikum begeisterte. Durch die zahlreichen Veranstaltungen, die der Verein austrug, wurde er zum bekanntesten Verein Deutschlands, durfte sich mit den besten Mannschaften Europas messen und wurde zu einem Aushängeschild der frühen Weimarer Republik. Vielfach wurden Deutsche-, Europa- und Weltmeisterschaften im „Hohenzollern“-Sportpalast ausgetragen. Auch die sportlichen Erfolge stellten sich in den „Goldenen Zwanzigern“ in Berlin ein. Bis 1933 wurden – mit Ausnahme des Jahres 1922, als der MTV München den BSchC bezwang, und 1927, als der BSchC nicht antrat – alle deutschen Meisterschaften nach Berlin vergeben. Nach der „Machtergreifung“ der Nationalsozialisten wurden durch die Gleichschaltung Spielern jüdischer Abstammung das Auflaufen in der Mannschaft untersagt und viele ausländische Spieler verließen den Verein. Damit wurde die Mannschaft erheblich geschwächt und gewann bis zum Jahr 1936 keine Meisterschaften mehr.
Im Zuge des Engagements Hermann Kleebergs entstanden in Deutschland zahlreiche neue Kunsteisbahnen, die das Eishockey als Breitensport etablieren sollten. In Berlin wurde während des Bauprogramms das später zerstörte Eisstadion Friedrichshain in der Langenbeckstraße neben dem Volkspark Friedrichshain errichtet.

### Eishockey im Zweiten Weltkrieg (1939–1945)
Nach dem Beginn des Zweiten Weltkriegs im Jahr 1939 wurden die Eissportveranstaltungen vermehrt zu Propagandazwecken missbraucht, die dem Programm „Kraft durch Freude“ unterstanden. An der ersten Endrunde nach dem Kriegseintritt nahmen der Berliner SC und der LTTC Rot-Weiß Berlin in der Gruppe A sowie die Zehlendorfer Wespen in der Gruppe B teil. Hierbei erreichten die Wespen in der Endrunde im Sportpalast den vierten Platz, während der Berliner SC das Finale gegen EK Engelmann Wien 1:0 verlor. Diesen Platz konnte die Mannschaft im Folgejahr bestätigen. 1941 nahmen an den deutschen Meisterschaften neben den etablierten BSC und Rot-Weiß zusätzlich der SC Charlottenburg teil, konnte sich aber nicht für das Halbfinale qualifizieren. In diesem setzte sich der LTTC gegen die Wiener EG durch, musste sich jedoch im Finale am 15. März 1941 in Köln dem SC Riessersee geschlagen geben.
Wegen der Kriegsereignisse wurde die Meisterschaft 1942 und 1943 nur bis zum Halbfinale gespielt – das vom Verband angesetzte Finale Rot-Weiß Berlin gegen den Mannheimer ERC wurde 24 Stunden vor Beginn der Partie abgesagt. Für die Meisterschaft 1944 bildete sich die Kriegsspielgemeinschaft KSG Brandenburg Berlin/Berliner SC, die im Finale auf den Lokalrivalen Rot-Weiß traf und diesen am 27. Februar im Eisstadion Berlin-Friedrichshain – der bis dahin genutzte Sportpalast fiel den alliierten Luftangriffen zum Opfer – mit 4:3 besiegten und damit letzter deutscher Meister wurde. Am 4. August 1944 gab der Nationalsozialistische Reichsbund für Leibesübungen bekannt, dass die Reichsmeisterschaften im deutschen Sport eingestellt würden und somit in den letzten Kriegsmonaten keine Sportwettbewerbe mehr ausgetragen wurden.
| Aufstellung des letzten Eishockey-Spiels im Hitler-Deutschland                                                              | |
| LTTC Rot-Weiß Berlin | KSG Brandenburg/Berliner Schlittschuhclub |
| Alfred Hoffmann – Hoffmann, Paul Trautmann – Hintermaier, Wehling, Oskar Nowak, Schwarz, Helfried Winger, Hentschel, Judith | Max Rohde – Francis Agnes Schwinghammer, Kurt Dicker – Gustav Jaenecke, Walter Freistritzer, Karl Friedrich Demmer, Ralph Rödiger, Gerhard Cissewski, Reinhard Hillmann, Werner George, Fabian von Massenbach |

| Torfolge       |                    |                     |                                             |                                                         |
| 4. August 1944 | Nowak Winger Nowak | 3:4 (0:2, 1:1, 2:1) | Schwinghammer Demmer Freistritzer unbekannt | Eisstadion Berlin-Friedrichshain, Berlin-Friedrichshain |

### Eishockey in der geteilten Stadt (1945–1990)

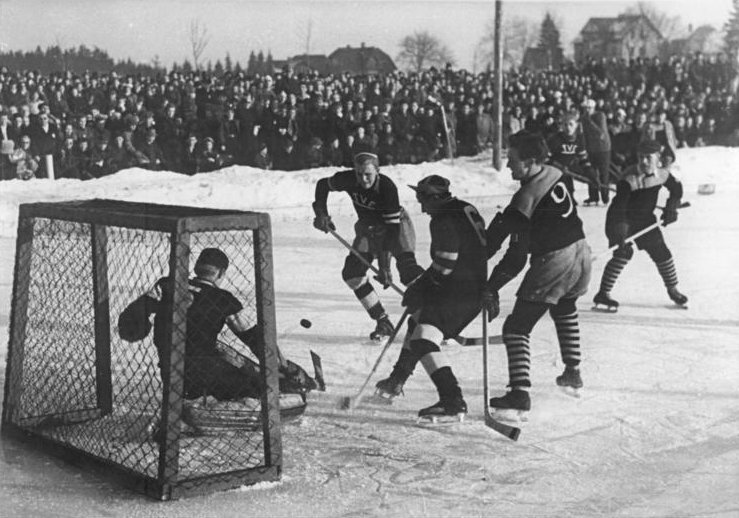
Finale um die „Ostzonenmeisterschaft“ zwischen der SG Grün-Weiß Pankow und der SG Frankenhausen

Nach dem Ende des Zweiten Weltkriegs standen aufgrund der Zerstörung der Eisbahnen keine adäquate Trainings- und Spielstätte zur Verfügung. So wurden Natureisflächen neu angelegt und dort bis 1951 Gesamtberliner Meisterschaften ausgetragen, vorwiegend in der Ruine des Sportpalastes. Durch ein Dekret der Siegermächte mussten alle Sportvereine aufgelöst werden und es gab die Möglichkeit, „kommunale Sportgruppen“ zu gründen. So erfuhr der BSchC eine temporäre Namensänderung in SG Eichkamp. Dieser Verein gewann auch die erste Nachkriegsmeisterschaft in einem stadtinternen Turnier gegen die SG Tempelhof, die SG Pankow und der SG Neukölln. Nachdem 1947 der Sportpalast geschlossen worden war, wurden bis 1951 auf Ausweicheisflächen weitere Berliner Meisterschaften ausgetragen, die allesamt die SG Eichkamp gewann.
Die SG nahm 1947 an einem gesamtdeutschen Turnier teil und stand nach dem Rückzug des Krefelder EV und der Düsseldorfer EG im Finale gegen den SC Riessersee, das die Mannschaft mit 1:10 gegen die Oberbayern verlor. Im Ostteil der Stadt wurde die SG Grün-Weiß Pankow Vizemeister in der „Ostzonenmeisterschaft“, weil nur die SG Frankenhausen gegen die Berliner antreten durfte.
| Saison    | Mannschaft                                                         |
| 1912–1914 | Berliner Schlittschuh-Club                                         |
| 1920–1921 | Berliner Schlittschuh-Club                                         |
| 1923–1926 | Berliner Schlittschuh-Club                                         |
| 1928–1933 | Berliner Schlittschuh-Club                                         |
| 1936–1937 | Berliner Schlittschuh-Club                                         |
| 1944      | Kriegssportgemeinschaft Berliner Schlittschuh-Club/ SC Brandenburg |
| 1974      | Berliner Schlittschuh-Club                                         |
| 1976      | Berliner Schlittschuh-Club                                         |
| 2005–2006 | Eisbären Berlin                                                    |
| 2008–2009 | Eisbären Berlin                                                    |
| 2011–2013 | Eisbären Berlin                                                    |

#### Berliner Eishockey im Westteil
Nach der Wiedereröffnung des Sportpalastes am 26. Oktober 1951 trat der BSchC gegen die neu formierte Nationalmannschaft zu einem Freundschaftsspiel an. Die kommenden Jahre geriet der Verein jedoch in sportliche wie finanzielle Schieflage, sodass der LTTC Rot-Weiß Berlin drei Leistungsträger abwarb. Hinzu kamen Zerwürfnisse der Spieler mit dem Präsidium, die in einem Nichtantreten der Mannschaft resultierte und somit die Berliner Meisterschaft 1952 der LTTC Rot-Weiß gewann. Dadurch gerieten die Charlottenburger zu einem neuen Hoffnungsträger des Berliner Eishockeys, dem sie anfangs auch gerecht wurden. Es gelang ihr die Qualifikation zur damaligen höchsten deutschen Spielklasse, der Oberliga, und nach zwei Siegen sollte es zum entscheidenden Duell gegen die Düsseldorfer EG im heimischen Sportpalast kommen. Allerdings gab es nun bei der LTTC finanzielle Probleme mit dem Betreiber der Spielstätte und es wurde auf die Partie verzichtet. Wegen der hohen Kosten während der Heimspiele wurden in der folgenden Spielzeit vorwiegend Auswärtsspiele bestritten. Während der Saison wurde der LTTC zusätzlich die Berliner Meisterschaft am „Grünen Tisch“ zugesprochen, das auf erhebliche Proteste stieß und vom Berliner Eislaufverband ein Entscheidungsspiel gegen den BSchC angesetzt wurde, was der LTTC schlussendlich mit 6:4 nach Verlängerung für sich entschied. Bei den Aufstiegsspielen in die Oberliga scheiterte die Mannschaft erneut und nach der Saison folgte anschließend der sportliche Rückzug.
Währenddessen wurde beim BSchC am Neuanfang gearbeitet und die Mannschaft wurde mit einheimischen Spielern des TC Grunewald und des aufgelösten LTTC verstärkt. Das Duell um die inoffizielle Berliner Meisterschaft gewann die SG Dynamo Berlin aus dem Ostteil der Stadt, die mit der Werner-Seelenbinder-Halle die besseren infrastrukturellen Voraussetzungen für einen regelmäßigen Trainingsbetrieb besaßen. Auf Initiative von Hermann Kleeberg durften die West-Berliner weitere vier Spiele gegen den Ostclub bestreiten und darüber hinaus ihre Trainingsstätte nutzen. 1954 verstarb der „Gründervater“ des Berliner Eishockeys. Im gleichen Jahr wurde der BFC Preussen wieder gegründet und mit dem SC Einheit Berlin wuchs ein neuer Verein heran, der junge einheimische Spieler ausbildete. Trotz der mittlerweile drei West-Berliner Clubs und dem erneuten Gewinn der Berliner Meisterschaft des BSchC gab es keine Eisbahn, auf der ganzjährig trainiert werden konnte. Dies änderte sich auf Druck Heinz Henschels und so wurde 1956 der Grundstein für die erste reine Eisbahn im Westen der Stadt, des Eisstadions Neukölln gelegt, in dem der BSchC fortan seine Heimspiele austrug.
Sportlich stagnierte der Verein die kommenden Jahre in der zweitklassigen Oberliga und bekam erst Ende der 1960er Jahre stadtinterne Konkurrenz. Nach dem Weggang zahlreicher Spieler stieg der BSchC 1969/70 in die Regionalliga ab und so wurde der – die ganzen Jahre im Schatten der Eichkämper spielende – BFC Preussen aus Lankwitz die Nummer eins im Westen. Mit Heinz Lambrecht hatte der BSchC allerdings einen Präsidenten, der sich aktiv für den Fortbestand des Vereins trotz dem Abstieges einsetzte. Seine Ziele waren die Wiedererstarkung des Clubs und die Schaffung einer neuen Heimat. Mit der Fusion der Eishockeyabteilung des BFC Preussen und Hertha BSC am 13. Juli 1971 wurde die Basis für diese Ziele geschaffen. Spielstätte war das neu entstandene Eisstadion im Wedding, das aufgrund der zunehmenden Erfolge von der Bevölkerung wieder zahlreicher besucht wurde. Am Ende der Saison 1971/72 stand der Wiederaufstieg in die Bundesliga.
| BFC Preussen                                     | Hertha BSC |
| 1971 Anschluss an den Berliner Schlittschuh-Club |            |

| FASS Berlin                                                                   | EHC Nord Berlin |
| 1975 Zusammenschluss und Neugründung der Eishockeyabteilung beim BFC Preussen |                 |

| BFC Preussen                          | Berliner Schlittschuh-Club |
| Zusammenschluss 1983 zum BSC Preussen |                            |

Durch die Verpflichtung des Trainers Xaver Unsinn und dem Verleger Axel Springer als Mäzen in der darauffolgenden Saison war der Schlittschuh-Club attraktiv für zahlreiche Spieler geworden und mit dem DEB-Beschluss, dass Ausländer, die seit 36 Monaten in Deutschland lebten, nicht unter das Ausländerkontingent fallen, konnten die Berliner den sechsten Platz im Endklassement erreichen. Im Jahr darauf stimmte der Berliner Senat dem Bau einer Mehrzweckhalle an der Jafféstraße zu und es entstand die damals modernste Eishalle Deutschlands mit einem Fassungsvermögen von 6000 Zuschauern. Gleich in ihrer Premierensaison erreichte der BSchC die Meisterschaft und konnte dies 1976 wiederholen. Da durch die immensen finanziellen Zuschüsse in die Eishockeyabteilung der Stammverein regelmäßig vereinsinterne Umlagen verbuchen musste, wurde die Bundesliga-Mannschaft aus dem Stammverein ausgegliedert und unter dem Namen Berliner Schlittschuh-Club Eishockey neu gegründet. Die selbstständige Eishockeysektion war jedoch weiterhin durch einen Kooperationsvertrag an den Stammverein gebunden, konnte allerdings am Ende der Saison 1981/82 das finanzielle Aus nicht verhindern. Massive Geldprobleme verhinderten schließlich den Spielbetrieb in höheren Ligen und so agierte die Nachfolgemannschaft des BSchC in den Folgejahren in den Regional- und Ober- sowie Landesligen. 2007 musste schließlich der Hauptverein Insolvenz anmelden.
Mit dem „Berliner Schlittschuh-Club-Preussen-Eishockey e. V.“, kurz BSC Preussen, gründete sich aus der Konkursmasse des BSchC und des BFC Preussen am 29. April 1983 ein neuer Eishockeyverein in Berlin. Damit waren die beiden Vereine geeint, die die erste Berliner Meisterschaft austrugen. Der BSC Preussen startete in der Saison 1983/84 in der 2. Bundesliga. Nach vier Spielzeiten in dieser Spielklasse stieg der Verein 1987 in die 1. Bundesliga auf, der er seitdem angehörte.

#### Berliner Eishockey im Ostteil
| Saison    | Mannschaft       |
| --------- | ---------------- |
| 1991      | SC Dynamo Berlin |
| 1976–1980 | SC Dynamo Berlin |
| 1982–1988 | SC Dynamo Berlin |

Im Ostteil Berlins gewannen zahlreiche Vereine an Bedeutung. Die SG Grün Weiß Pankow erspielte sich in der ersten ostdeutschen Meisterschaft 1949 einen zweiten Platz, den die Nachfolgemannschaft BSG Empor Berlin ein Jahr später wiederholen konnte. Ab 1951 trugen sie den Namen BSG Einheit Berliner Bär, der Mitte der 1950er Jahre mehrfach DDR-Jugendmeister wurde. Im Aufgebot stand damals unter anderem Joachim Ziesche.
Neben der bereits erfolgreichen SG Dynamo Berlin, vormals Sportgemeinschaft Deutsche Volkspolizei, und dem SC Einheit Berliner Bär bildete sich mit der Hochschulsportgemeinschaft Wissenschaft Humboldt-Uni Berlin Anfang der 1950er Jahre ein neuer Verein. Diese Gründung erfolgte aus einer Studenteninitiative, die sich beim Aufbau der Werner-Seelenbinder-Halle beteiligten und als Lohn ihrer Leistungen Lehrgänge auf dem Eis absolvieren durften. Daraufhin meldete der Verein für den Spielbetrieb und qualifizierten sich in ihrer ersten Saison für die zweitklassige DDR-Liga. Weil die SG Dynamo aufgelöst wurde, stieg die HSG in die höchste DDR-Liga, die Oberliga auf. Dank der Erweiterung der Liga zur Saison 1953/54 hielt die Mannschaft die Klasse und verbuchte in der Spielzeit einen vierten Platz und durfte in der, nun auf vier Mannschaften reduzierten, Oberliga-Saison 1954/55 antreten. Gleichzeitig traf allerdings eine Abwanderungswelle die HSG, da viele Spieler ihr Studium beendeten oder in die neu gegründeten Sportclubs wechselten. 1956 zerfiel die Mannschaft schließlich und stellte ihren Spielbetrieb ein. Mit dem Beschluss, ab 1954 nur noch staatlich organisierte Sportclubs zu gründen, gab es in der DDR somit drei Eishockeyvereine, die den Spielbetrieb aufrechterhielten: Der SC Dynamo, deren Träger die Volkspolizei war, der SC Einheit, der vom Ost-Berliner Magistrat unterstützt wurde und der SC Motor, die von der metallverarbeitenden Industrie Finanzen erhielt. Zunächst behielt der SC Einheit seine erfolgreiche Stellung, wurde allerdings ab den 1960er Jahren vom SC Dynamo abgelöst. Die Wiedererstarkung des neu gegründeten TSC wurde durch den folgeträchtigen DTSB-Beschlusses verhindert, der besagte, dass im DDR-Sport nur noch medaillenträchtige Sportarten gefördert werden durften. Alle bisher am Regelbetrieb teilnehmenden Mannschaften wurden zu Hobbymannschaften degradiert und durften nicht an einem Ligenbetrieb mitwirken. Darüber hinaus wurden jegliche finanzielle Zuwendungen gestrichen und die DDR-Oberliga auf zwei Teams reduziert, was sich bis 1990 nicht änderte. Somit spielten lediglich die SG Dynamo Weisswasser und der SC Dynamo Berlin in der „kleinsten Liga der Welt“ die DDR-Meisterschaften aus. Alle weiteren Berliner Eishockeymannschaften wurden aufgelöst und spielten fortan nur noch in Freizeitligen, wie die BSG Monsator Berlin, Spartakus Berlin oder Akademie der Wissenschaften Berlin.

### Eishockey im wiedervereinigten Berlin (seit 1990)
Nach der politischen Wende nahm der Funktionär des SC Dynamo, Rüdiger Noack, Kontakt zum Deutschen Eishockey-Bund auf und erreichte eine Aufnahme des Vereins zunächst in der 2. Bundesliga Nord. Dies sollte auf einer Mitglieder-Tagung beschlossen werden, scheiterte jedoch am Veto einzelner Clubs. Vertreter der 1. Bundesliga beschlossen daraufhin einstimmig die Aufnahme der beiden Ost-Vereine, SC Dynamo Berlin und SG Dynamo Weißwasser, in die oberste Spielklasse.
Damit kam es zu den ersten Pflichtduellen in den Deutschen Meisterschaften zwischen dem neu gegründeten Ost-Berliner EHC Dynamo Berlin und dem West-Berliner SC Preussen. Die Brisanz des innerstädtischen Vergleichs setzte sich über zahlreiche Partien und Namenswechsel bis zum Jahr 2002 fort.

#### Berliner Lokalderbys im Profi-Eishockey (seit 1990)

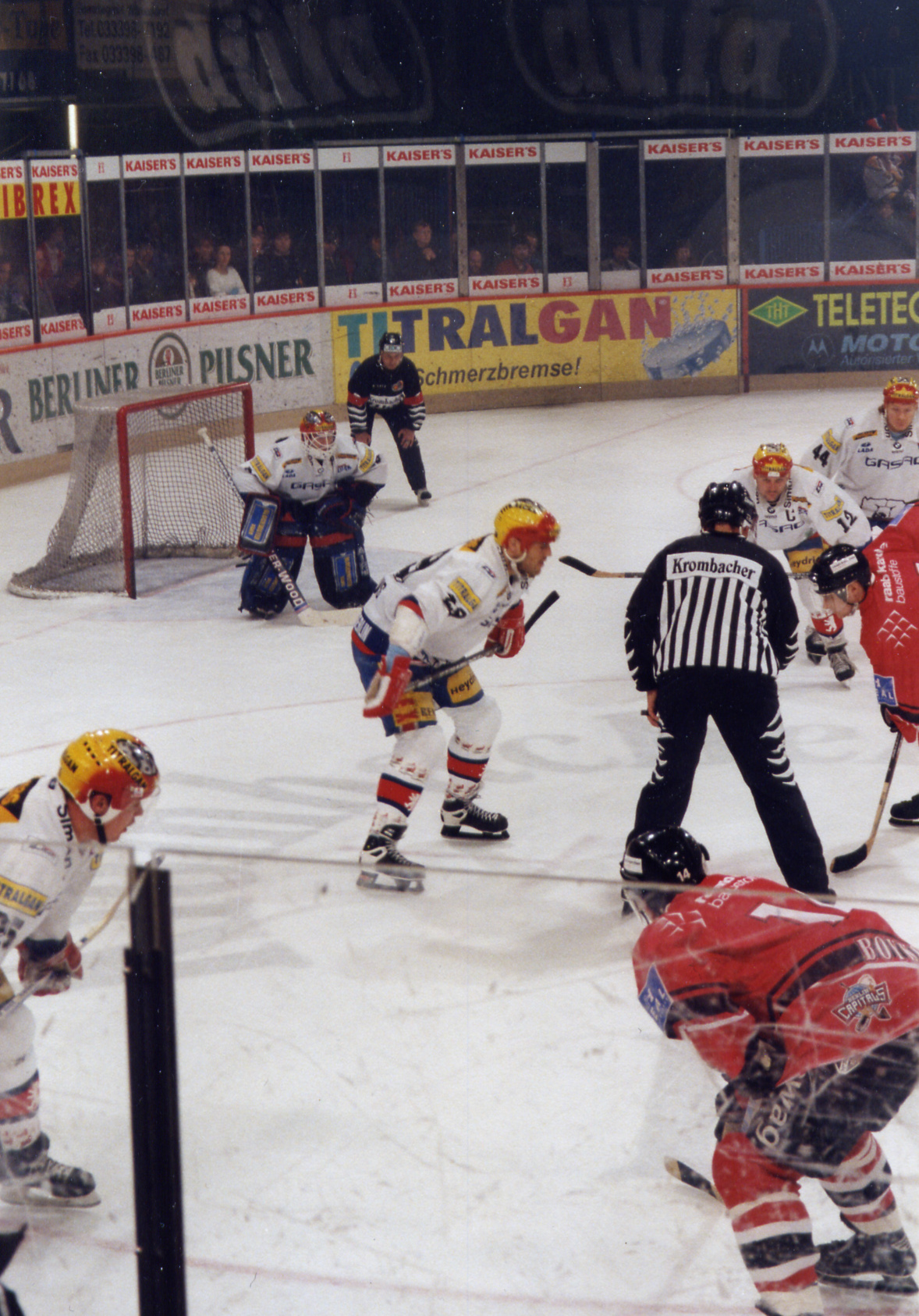
Lokalderby zwischen den Eisbären und den Capitals, 1997

Gleich in der ersten Saison gab es Siege für beide Mannschaften, wobei der BSC Preussen mit 12:0 den Dynamos die bis heute höchste Niederlage der Vereinsgeschichte zufügte. In der Saison 1990/91 liegt auch das als „Skandalspiel“ betrachtete Spiel, bei dem auf beiden Seiten je zwei Spieler mit einer Matchstrafe nach einer Massenschlägerei das Eis verlassen mussten und das unsportliche Auftreten auf dem Eis auf die Zuschauer überging. So explodierten im Wellblechpalast Feuerwerkskörper und es kam in Anlehnung an die Massenschlägerei auf dem Eis auch zu Randalen im Stadion. In der Folge dieses Spiels kam es oftmals zu Auseinandersetzungen zwischen den Fangruppen. Außerdem wurden die Spiele über Jahre hinweg jeweils von einem großen Polizeiaufgebot überwacht.
Seit 1990 gab es in Pflichtspielen insgesamt 48 Lokalderbys, davon je 24 im Sportforum Hohenschönhausen und in der Eissporthalle an der Jafféstraße bzw. in der Saison 2001/02 in der Deutschlandhalle, in denen 18-mal die Eisbären beziehungsweise Dynamo als Sieger vom Eis gingen und 28-mal die Preussen beziehungsweise Capitals. Zweimal trennten sich beide Teams unentschieden. Bemerkenswert an den Derbys ist auch die Leistung des damaligen Preussen-Torhüters Klaus Merk, dem es in zwei Spielen gegen die Eisbären gelang, jeweils einen Treffer zu erzielen.

#### Berliner Lokalderbys im Profi-Eishockey (seit 2005)

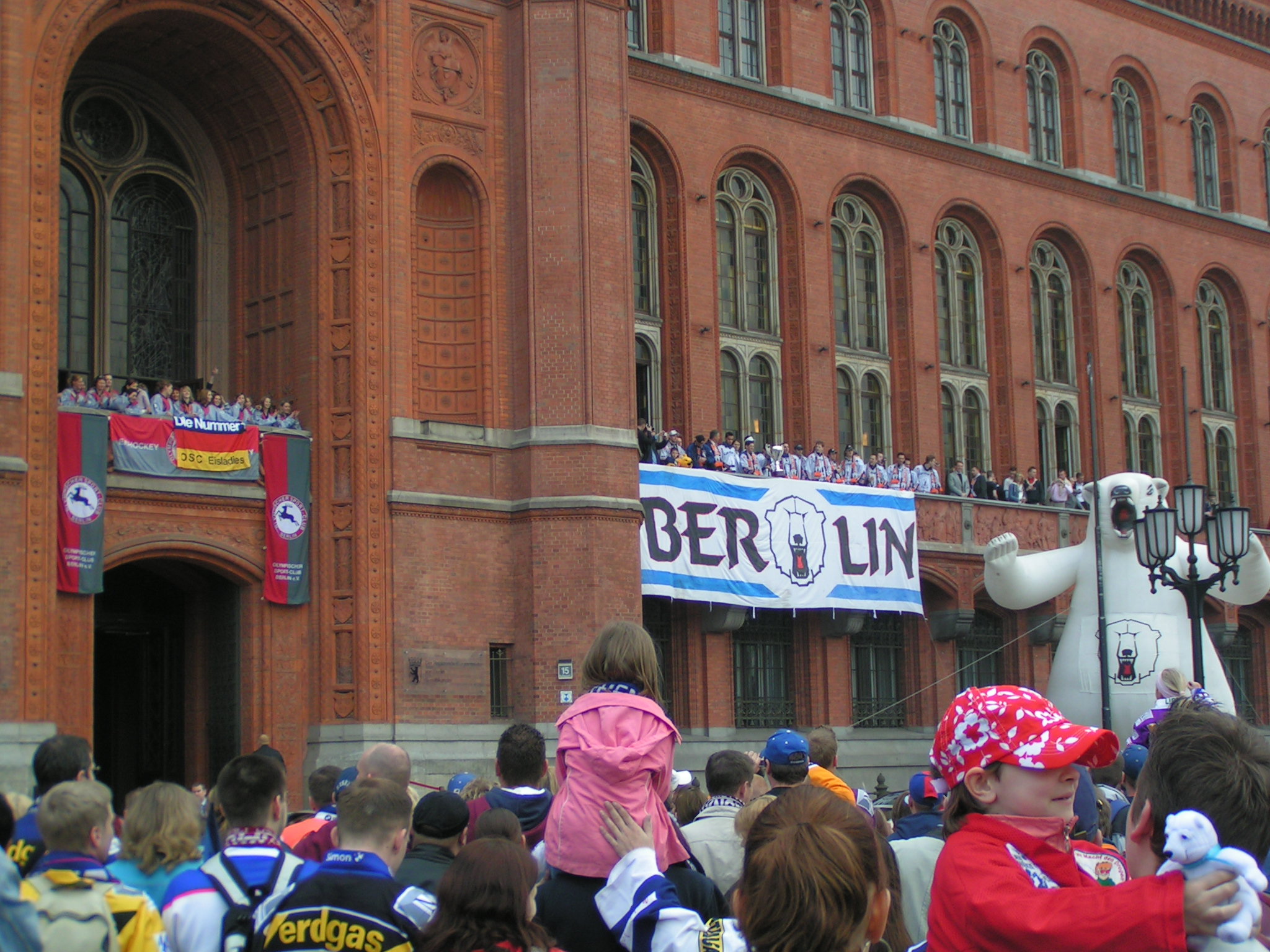
Empfang der beiden Deutschen Meister 2006, Eisbären (Herren) und OSC Berlin (Frauen), im Roten Rathaus

Nach dem endgültigen Aus der Berlin Capitals verlegten sich die Berliner Stadtderbys von der 1. Bundesliga (DEL) in die viertklassige Regionalliga, wo sich seit einigen Jahren die Mannschaften von FASS Berlin und dem ECC Preussen Juniors Berlin Duelle liefern.
Aufgrund der Namensverwandtschaft zu den früheren „Preussen-Teams“ schaffte der ECC es, sich einen kleinen finanziellen und dadurch einen mannschaftlichen Vorteil zu erarbeiten, sodass die Derbys oft zu Gusten der Preussen ausgehen.
Auch wenn es aktuell keine Ost-West Derbys gibt, sind die Derbys der Lokalrivalen oft von Polizeikräften abgesichert. Grund dafür ist die Kooperation zwischen FASS und den Berliner Eisbären. Nach der Auflösung der Herrenmannschaft der Eisbären Juniors Berlin fanden viele Spieler bei FASS Berlin Unterkunft.

### Fraueneishockey in Berlin
| Saison    | Mannschaft |
| --------- | ---------- |
| 1991      | OSC Berlin |
| 2006–2007 | OSC Berlin |
| 2009–2010 | OSC Berlin |

Seit Mitte der 1970er Jahre wird in Deutschland Fraueneishockey gespielt. 1975/76 wurde der erste eigenständige Fraueneishockeyverein DEC Eishasen Berlin auf Anregung des damaligen Trainers des Berliner Schlittschuh-Clubs und deutschen Trainer-Legende Xaver Unsinn gegründet. Ihr erstes Spiel bestritten die „Eishasen“ gegen den damals einzigen Gegner, die Damen-Mannschaft des EV Füssen, und verloren diese Partie mit 3:6. Im Februar 1979 wurden die Berliner Eishasen als erster eigenständiger Damen-Eishockey-Verein im Vereinsregister eingetragen. Im Laufe der Jahre wurde der Sport bei den Frauen populärer und es wurde ein zweiter Berliner Verein gegründet. Aus dem OSC Berlin ging eine Frauen-Eishockey-Abteilung hervor, die 1990/91 den ersten Meistertitel für eine Berliner Frauen-Mannschaft erreichen konnte. Neben den nationalen Meisterschaften wurden auch stadtinterne Duelle ausgetragen, in denen die „Eishasen“ 1986 und 1987 siegreich hervorgingen und 1985 sowie 1988 die „Eisladies“ vom OSC gewannen.

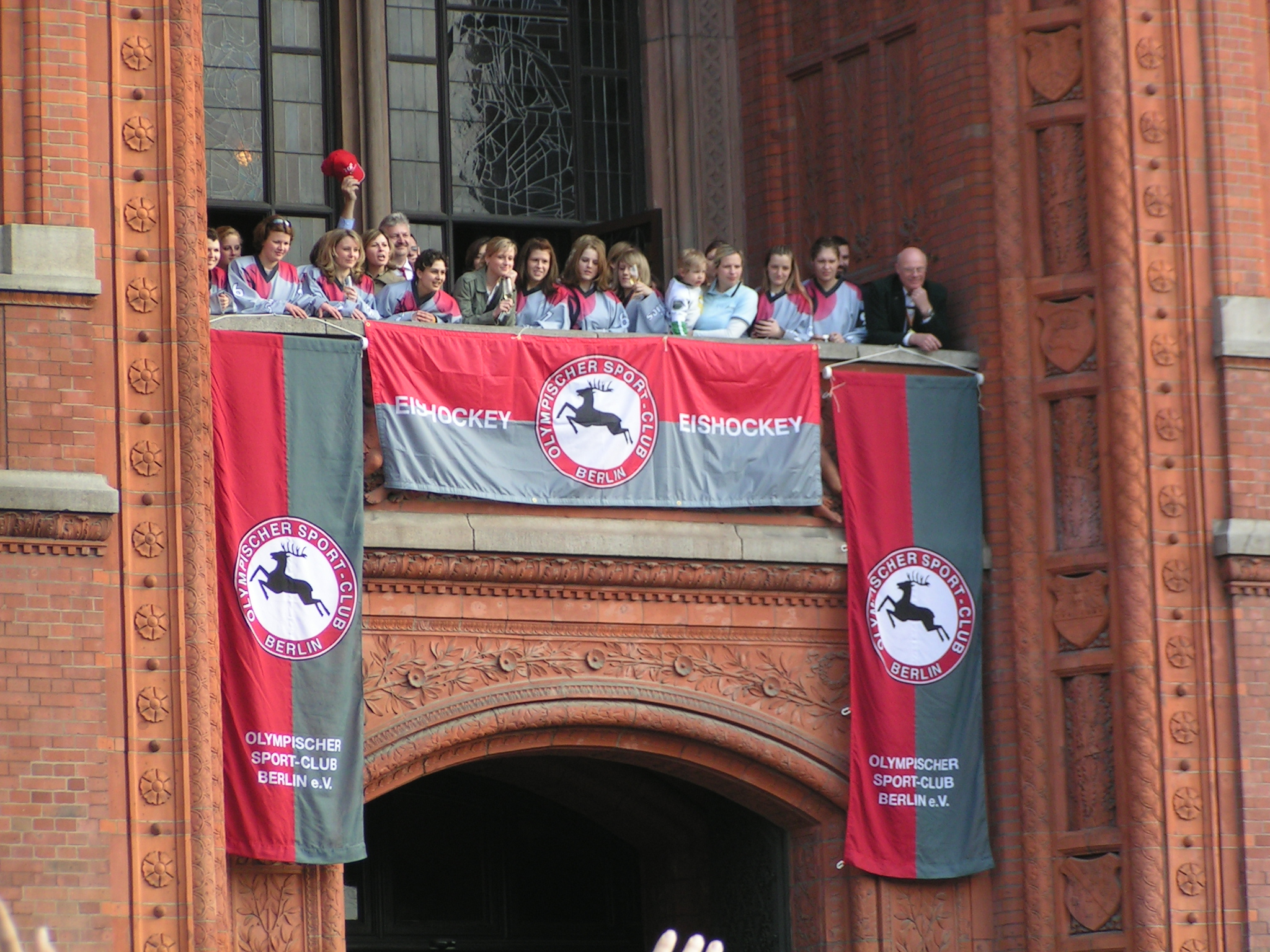
Empfang des Deutschen Eishockey-Meisters der Frauen 2006, dem OSC Berlin, im Roten Rathaus

Der OSC Berlin etablierte sich in der nationalen Eishockeylandschaft der Frauen und spielte von 1988 bis 2017 in der Frauen-Bundesliga erfolgreich um die Deutsche Meisterschaft. Die weiblichen „Hirsche“ bzw. „Eisladies“ erreichten 1991, 2006, 2007, 2009 sowie 2010 jeweils den Meistertitel. Neben den nationalen Erfolgen bestreitet die Mannschaft auch Partien im internationalen Wettbewerb, wie unter anderem in der Elite Women’s Hockey League.
Aufgrund Spielerinnenmangels musste sich der DEC Eishasen Berlin 2007 aus der 2. Liga Nord zurückziehen und damit waren die „Eisladies“ nunmehr das einzige Fraueneishockey-Team aus Berlin. Im Juni 2017 wechselte die Frauenabteilung des OSC Berlin zu den Eisbären Juniors Berlin, wo sie bislang aber noch nicht an die früheren Erfolge anknüpfen können. Ziel des Wechsels sollten professionellere Strukturen und mehr Aufmerksamkeit für die Mannschaft sein. Die Spielstätte der Eisbärinnen ist der Wellblechpalast in Sportforum Hohenschönhausen, in dem vorher auch die Frauen des OSC Berlin spielten.
Seit 2020 gibt es mit FASS Berlin allerdings wieder einen zweiten Berliner Verein mit einer Fraueneishockey-Mannschaft im Spielbetrieb: Einige Spielerinnen des Teams, das in der „1. Frauenliga Nordost“ spielt, besitzen eine Förderlizenz für die Eisbären Juniors, mit welchen eine Kooperation besteht.

## Berliner Vereine

### Historisch bedeutende Vereine
- Berliner Schlittschuhclub (20-facher Deutscher Meister: 1912–1914, 1920, 1921, 1923–1926, 1928–1933, 1936, 1937, 1974, 1976 sowie 1944 als Spielgemeinschaft mit dem SC Brandenburg)
- Zehlendorfer Wespen (Berliner Meister 1936)
- BFC Preussen
- SC Brandenburg (Deutscher Meister 1934, 1944 als Spielgemeinschaft mit dem Berliner Schlittschuhclub)
- SC Charlottenburg
- SC Dynamo Berlin / EHC Dynamo Berlin / Eisbären Berlin (15-maliger DDR-Meister 1965–1968, 1976–1980, 1982–1988, zehnmaliger Deutscher Meister 2005, 2006, 2008, 2009, 2011–2013, 2021, 2022, 2024 DEL-Gründungsmitglied)
- BSC Preussen / Preussen Devils / Berlin Capitals (DEL-Gründungsmitglied, mehrmaliger Halbfinalist in der Deutschen Meisterschaft, mehrmaliger Nachwuchsmeister)
- DEC Eishasen Berlin (ehemaliger Frauenbundesligist)
- OSC Berlin (fünffacher Meister der Frauen (1991, 2006, 2007, 2009, 2010), ehemaliger Frauenbundesligist, heute Landesligist bei den Männern)

### Weitere Vereine, die sich höherklassig versuchten
- Steglitzer Tennisclub Berlin (1920er Jahre)
- LTTC Rot-Weiß Berlin (1940er Jahre)
- BSG Empor Berlin / BSG Einheit Berliner Bär / SC Einheit Berlin / TSC Berlin (Teilnehmer an der DDR-Meisterschaft 1951/52, Oberligist von 1952 bis 1970)
- HSG Wissenschaft HU Berlin (DDR-Oberligist von 1953 bis 1956)
- SC Motor Berlin / TSC Oberschöneweide (DDR-Oberligist 1954/55 und 1956–1960)
- ASK Vorwärts Berlin (DDR-Oberligist von 1958 bis 1960, dann nach Crimmitschau verlegt)
- BSG Monsator / BSG Foron Berlin / SG Dynamo Fritz Lesch Berlin (13-maliger Sieger der Bestenermittlung)
- Hertha BSC (drittklassig 1969/70)
- EHC Nord Berlin (drittklassig 1969–1975)
- FASS Berlin (drittklassig 1974/75 und 2010–2017)
- BSG Spartakus Berlin (Teilnahme an der Bestenermittlung von 1986 und 1990)
- Berliner SV AdW (Teilnahme an der Bestenermittlung 1990)
- ECC Preussen Berlin (drittklassig von 2010 bis 2013 und 2015–2019)
- EG Wedding Berlin (viertklassig 1975–1979)

### Aktuelle Mannschaften (Männer)
| Klasse | Liga               | Vereine |
| ------ | ------------------ | --- |
| I      | DEL                | Eisbären Berlin |
| II     | DEL2               | – |
| III    | Oberliga Nord      | – |
| IV     | Regionalliga Ost   | FASS Berlin, Eisbären Juniors Berlin |
| V      | Landesliga Berlin0 | ERSC Berliner Bären, EHC Berlin Blues, Berliner Schlittschuhclub, Berliner Schlittschuhclub 1b Die Wikinger, FASS Berlin 1b, FASS Berlin 1c Allstars, SC Charlottenburg, SCC Adler Berlin, OSC Berlin, OSC Berlin 1b Mighty Bucks, ASC Spandau |

In der Saison 2021/22 spielt ein Berliner Verein auf höherem Niveau Eishockey, die Eisbären Berlin. Weitere Mannschaften spielen in der viertklassigen Regionalliga Ost, in der Berlin 2021/22 drei der acht Mannschaften stellte, und in der Landesliga Berlin. Eine weitere Mannschaft des OSC Berlin nimmt an der Ostseeliga des LEV Mecklenburg-Vorpommern teil. In früheren Jahren spielten FASS Berlin und die SCC Adler mit Reservemannschaften in der Landesliga Sachsen.
 Landesliga Berlin

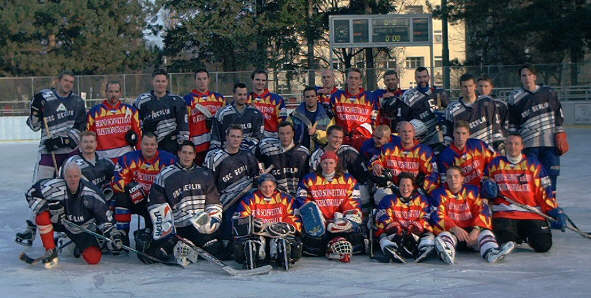
Im Mittelpunkt der Landesliga stehen Kameradschaft und Spaß am Spiel (hier OSC Berlin)

Die Landesliga Berlin wird seit 1981/82 ausgetragen. Sie ist eine Breitensportliga, in der Hobbyeishockey unter dem Dach und nach den Regeln des Deutschen Eishockey-Bundes gespielt wird. Obwohl die Liga die niedrigste organisierte Spielklasse im Berliner Eishockey ist, treffen sich hier neben Oldies, Spätberufenen und Nachwuchsspielern auch ehemalige Profispieler und spielen jährlich in einer Hin- und Rückrunde, die zusammen etwa 15 Spiele umfassen, den Berliner Landesligameister aus.
Jeder Mannschaft steht von Oktober bis März pro Woche mindestens eine Trainingszeit zu. Viele Landesligavereine haben einen ordentlichen Trainingsbetrieb. Unter der Landesliga gibt es noch zahlreiche „wilde Ligen“, in denen jedoch meist nach stark modifizierten Spielregeln und ohne Schiedsgerichtsvereinbarung gespielt wird.
Rekordmeister der Landesliga ist die Mannschaft des EC Bärlin mit 9 Titeln. Als Verein führt FASS Berlin mit 12 Titeln die Rangliste an (3 Titel durch die 1. Mannschaft, 5 durch die 1b, 3 durch die 1c).

### Aktuelle Mannschaften (Frauen)
Am Spielbetrieb der Frauen nehmen aktuell zwei Vereine teil: Die Eisbären Juniors Berlin, die 2017 die Mannschaft des OSC Berlin übernahmen, in der erstklassigen DFEL sowie FASS Berlin in der drittklassigen 1. Frauenliga Nord/Ost.

### Weitere Mannschaften
In verschiedenen weiteren Vereinen wird oder wurde in Berlin Eishockey gespielt: Berliner SV 92, BSG Eternit, ERSC Berliner Bären, PSV Berlin, EC Berlin, EC Adler Berlin. In den 1950er und 1960er Jahren spielten folgende Vereine in der DDR-Oberliga: BSG Einheit Berliner Bär (später: SC Einheit Berlin), SC Motor Berlin (später: TSC Oberschöneweide) sowie HSG Wissenschaft HU Berlin. Anschließend nahmen an der DDR-Bestenermittlung teil: BSG Monsator (später: BSG Foron bzw. SG Dynamo Fritz Lesch), BSG Spartakus und BSG Akademie der Wissenschaften (1990 Berliner SV Akademie der Wissenschaften).

## Eishallen und Stadien
Die nachfolgende Liste stellt alle Eisstadien in Berlin dar, in denen aktiv Eishockey gespielt wurde oder immer noch gespielt wird. Die Liste enthält keine reinen Eisbahnen, die zum öffentlichen Eislaufen dienen.
| Fotografie | Stadion                                      | Eröffnung          | Anmerkungen |
| ---------- | -------------------------------------------- | ------------------ | --- |
|            | Eispalast an der Martin-Luther-Straße        | 1. September 1908  | Im Eispalast wurde das erste nationale Eishockeyspiel ausgetragen, das im Rahmen eines internationalen Turniers stattfand. Im ersten Spiel stand sich der Berliner Schlittschuhclub und der Charlottenburger SC gegenüber. Am 30. November 1913 erfuhr die Sportstätte ihren finanziellen Ruin, wurde zunächst in ein Varieté umgebaut, musste später geschlossen werden und wurde 1920 als Scala wiedereröffnet. Architekt: Walter Hentschel:                                                            |
|            | Sportpalast                                  | 1910               | Der Sportpalast diente jahrelang als Heimspielstätte des BSchC. Er galt als vornehme Adresse, wo sich die Gesellschaft von Unternehmern traf, um Eishockey zu sehen. Nach Schäden und teilweisem Abriss aufgrund der Kriegsfolgen wurde die Eisbahn ohne Dach am 26. Oktober 1951 wiedereröffnet, musste allerdings am 13. November 1973 endgültig geschlossen werden und wurde abgerissen. |
|            | Admiralspalast                               | 1911               | Der Admiralspalast an der Friedrichstraße war nach dem Ersten Weltkrieg jahrelang Trainings- und Heimspielstätte des BSchC. Da er keine Kriegszerstörung erfuhr, wurden darin auch nach Ende des Krieges diverse Eishockeyspiele ausgetragen, ehe in den 1920er Jahren eine Umnutzung des Gebäudes die Eisbahn verschwinden ließ. |
|            | Platzanlage des BSchC an der Thüringer Allee | 1922               | Mit der Platzanlage an der Thüringer Allee schuf sich der BSchC eine Spiel- und Trainingsstätte, die bei der Errichtung seiner Zeit voraus war und als Vorbild eines damaligen Eissportplatzes diente. |
|            | Eisstadion Friedrichshain                    | 1935               | In diesem Eisstadion, das in der Nähe des Volksparks Friedrichshain errichtet wurde, wurde 1944 die letzte Deutsche Meisterschaft zwischen dem LTTC Rot-Weiß Berlin und dem BSchC ausgetragen. Im letzten Kriegsjahr fiel es der Bombardierung der Alliierten zum Opfer. |
|            | Werner-Seelenbinder-Halle                    | Mai 1950           | Vor dem Zweiten Weltkrieg war diese Halle ein Fleischmarkt und wurde erst danach zu einer Sporthalle umgebaut. Sie fungierte als Heimspielstätte des TSC Berlin und war Austragungsort zahlreicher internationaler Turniere. Nach der politischen Wende wurde sie kaum mehr genutzt und im Rahmen der Olympiabewerbung 1992 endgültig geschlossen. An dieser Stelle wurde das jetzige Velodrom errichtet.                                                                                                 |
|            | Deutschlandhalle                             | 29. November 1935  | Bei ihrer Eröffnung diente die Halle zunächst als Ort für Großveranstaltungen. Nach dem Kriegsende wurde sie wieder aufgebaut und aufgrund des Abrisses der Eissporthalle an der Jafféstraße zugunsten der damaligen Berlin Capitals am 15. August 2001 für den Eissport umgerüstet. Am 27. Mai 2008 beschloss der Berliner Senat, die Deutschlandhalle abzureißen und den Neubau einer Eishalle nahe der Glockenturmstraße zu errichten.                                                                 |
|            | Eisstadion Neukölln                          | 15. Dezember 1956  | Aufgrund der Initiative Heinz Hentschels wurden Anfang der 1950er Jahre Pläne für eine Ersatzeisbahn des zerstörten Eisstadion Friedrichshain entworfen. Dabei sollten zwei Eisflächen gebaut werden, die sich miteinander verbinden ließen, um ein Eisschnelllauf-Oval entstehen zu lassen. Diese Pläne wurden mangels finanzieller Probleme nicht umgesetzt. Das Eisstadion existiert noch heute und ist das einzige für den Ligen-Spielbetrieb zugelassene Stadion in Berlin, das nicht überdacht ist. |
|            | Sportforum Hohenschönhausen                  | 20. November 1960  | Zur Saison 1957/58 der DDR-Oberliga wurde erstmals die Kunsteisbahn im Sportforum in Betrieb genommen und die Mannschaft des SC Dynamo Berlin verfügte damit über eine eigene Heimspiel- und Trainingsstätte. |
|            | Wellblechpalast                              | 1963               | Der Wellblechpalast ist seit dem 6. Oktober 2001 offiziell der Name der Halle 1 des Kunsteisstadions im Sportforum Hohenschönhausen in Berlin, das bis zum Ende der DEL-Saison 2007/08 die Heimat der Eisbären Berlin war. Die Mannschaften der Eisbären Juniors Berlin und einiger Hobbymannschaften spielen weiterhin in der Halle. Betreiber des 1963 fertiggestellten Stadions ist die Stadt Berlin.                                                                                                  |
|            | Erika-Heß-Eisstadion                         | 1967               | Das Erika-Heß-Eisstadion (früher: Eisstadion Wedding) ist die drittgrößte Eissporthalle Berlins. Sie wurde im Jahr 1967 fertiggestellt und ist die Heimat des Berliner Eishockeyvereins FASS Berlin. |
|            | Eissporthalle Paul-Heyse-Straße              | 1999               | Im Zuge des Baus des Velodroms ist diese 250 Personen fassende Halle errichtet wurden und wird für den Spielbetrieb der Landesliga Berlin von verschiedenen Mannschaften genutzt. |
|            | Eissporthalle an der Jafféstraße             | 28. Oktober 1973   | Das Eisstadion wurde in zehn Monaten in der unmittelbaren Nachbarschaft zur Deutschlandhalle errichtet. Mit einem Fassungsvermögen von 6000 Zuschauern wurden dort überwiegend Eishockeyspiele des BSchC bzw. BSC Preussen ausgetragen. Nach jahrelangen Diskussionen wurde die Eissporthalle im April/Mai 2001 im Zuge der Südausbaus des Messegeländes abgerissen. |
|            | Horst-Dohm-Eisstadion                        | 29. November 1974  | Das nach dem früheren Wilmersdorfer Bezirksbürgermeister Horst Dohm benannte Eisstadion wurde von Werner Deyle erbaut. Mit einer olympiagerechten 400-m-Eisschnelllaufbahn wurde dort 1985 das erste Eisschnelllauf-Weltcuprennen in Deutschland ausgetragen. |
|            | Eisbahn Lankwitz                             | Ende der 1970er    | Ähnlich wie die Eisbahn Spandau und die Eisfläche in Neukölln ist die Eisbahn Lankwitz eher für den Breiten- und Amateursport gedacht. Im Winter trainiert hier unter anderem das von Katarina Witt unterstützte Projekt Kick on Ice. Im Sommer wird die Fläche von der Berliner Inline- und Skaterhockey Liga (BISHL) genutzt. |
|            | Eisbahn Spandau                              | November 2003      | Frühere Eisbahn am Fehrbelliner Tor in Spandau. Die Eisbahn entstand 2003 und erhielt 2008 eine Zeltüberdachung, die beim Eisstadion Oranienburg abgebaut wurde. Die Eisbahn Spandau wurde im Jahre 2013 abgerissen und das Gelände inzwischen mit einem Schulkomplex überbaut. |
|            | Uber Arena                                   | 10. September 2008 | Die Uber Arena (bis 2015: O2 World, bis März 2024: Mercedes-Benz Arena) ist die aktuelle Heimat der Eisbären Berlin. In der Halle finden neben Eishockey und Basketball auch Konzerte und sonstige Veranstaltungen statt. Mit bis zu 17.000 Sitz- und Stehplätzen, 59 Zuschauersuiten und etwa 2.000 Parkplätzen ist die Uber Arena nach der Lanxess Arena in Köln die zweitgrößte Multifunktionshalle Deutschlands.                                                                                      |
|            | Flughafen Berlin-Tempelhof Hangar 3          | 5. Dezember 2009   | Aufgrund der Schließung der Deutschlandhalle schuf der Berliner Senat eine Übergangslösung für den ECC Preussen Juniors Berlin bis zur Eröffnung der Eissporthalle Charlottenburg. |
|            | Eissporthalle Charlottenburg                 | 2. März 2012       | Nach Schließung der Deutschlandhalle auf dem ehemaligen Parkplatz P9 an der Glockenturmstraße im Bezirk Charlottenburg-Wilmersdorf von 2009 bis 2012 errichtete Halle mit 1000 Plätzen zum dauerhaften Eissportbetrieb, wo der ECC Preussen Berlin seine Heimspiele austrug. Weitere Nutzer sind die Berlin Blues, der BSchC und weitere Clubs der Landesliga. |

| Neukölln |

| Sportforum |

| Wellblechpalast |

| Erika‑Heß‑Eisstadion |

| Paul‑Heyse‑Straße |

| Horst‑Dohm‑Eisstadion |

| Uber Arena |

| Lankwitz |

| Charlottenburg |